# Prochasma
Prochasma là một chi bướm đêm thuộc họ Geometridae.